# Lupinus colcabambensis
Lupinus colcabambensis är en ärtväxtart som beskrevs av Charles Piper Smith. Lupinus colcabambensis ingår i släktet lupiner, och familjen ärtväxter. Inga underarter finns listade i Catalogue of Life.